# 西条郵便局
西条郵便局
- （さいじょうゆうびんきょく） - 愛媛県西条市にある郵便局。本記事にて記述する。
- （にしじょうゆうびんきょく） - 長野県東筑摩郡筑北村にある郵便局。局番号は11053。

西条郵便局（さいじょうゆうびんきょく）は愛媛県西条市にある郵便局。民営化前の分類では集配普通郵便局であった。

## 概要
住所：〒793-8799 愛媛県西条市大町1710-4

## 沿革
- 1872年8月4日（明治5年7月1日） - 西条郵便取扱所として開設[1]。
- 1875年（明治8年）1月1日 - 西条郵便局（五等）となる。
- 1880年（明治13年） - 為替取扱を開始。
- 1881年（明治14年） - 貯金取扱を開始。
- 1889年（明治22年）4月16日 - 西条郵便電信局となる。
- 1903年（明治36年）4月1日 - 通信官署官制の施行に伴い西条郵便局となる。
- 1962年（昭和37年）10月 - 局舎新築落成。
- 1962年（昭和37年）11月12日 - 電話通話および和文電報受付業務を開始[2]。
- 1987年（昭和62年）10月 - 局舎新築。
- 1998年（平成10年）9月1日 - 外国通貨の両替および旅行小切手の売買に関する業務取扱を開始。
- 2007年（平成19年）10月1日 - 民営化に伴い、併設された郵便事業西条支店に一部業務を移管。
- 2012年（平成24年）10月1日 - 日本郵便株式会社発足に伴い、郵便事業西条支店を西条郵便局に統合。
- 2013年（平成25年）5月20日 - 大保木郵便局から「793-02xx」区域の集配業務を移管。
- 2017年（平成29年）2月13日 - 加茂郵便局から「793-01xx」区域の集配業務を移管。

## 取扱内容
- 郵便、印紙、ゆうパック、内容証明
- 貯金、為替、振替、振込、国際送金、外貨両替・トラベラーズチェック、国債、投資信託
- 生命保険、バイク自賠責保険、自動車保険、がん保険、引受条件緩和型医療保険
- ゆうちょ銀行ATM
- 「793-00xx」「793-01xx」「793-02xx」（西条市（合併以前からの西条市域））集配業務
- ゆうゆう窓口

## 周辺
- 西条市役所
- 愛媛県立西条高等学校

## アクセス
- JR予讃線 伊予西条駅から徒歩約12分
- せとうちバス 紺屋町入口停留所下車
- 松山自動車道 いよ西条ICから西へ約6km
- 松山自動車道 いよ小松ICもしくは今治小松自動車道 いよ小松北ICから北東へ約10.5km
- 駐車場あり：11台